# Hemicythere mirabilis
Hemicythere mirabilis is een mosselkreeftjessoort uit de familie van de Hemicytheridae. De wetenschappelijke naam van de soort is voor het eerst geldig gepubliceerd in 1940 door Klie.